# Pseudodendroides niponensis
Pseudodendroides niponensis es una especie de coleóptero de la familia Pyrochroidae.

## Distribución geográfica
Habita en Japón.